# Cary Odell
Pour les articles homonymes, voir Odell.
Cary Odell, né le 20 décembre 1910 dans l'Indiana et mort le 19 janvier 1988 à San Luis Obispo en Californie, est un directeur artistique américain. Il a été nommé à trois reprises pour l'Oscar des meilleurs décors pour les films La Reine de Broadway (1944), L'Adorable Voisine (1958) et Sept Jours en mai (1964),.

## Biographie
Il est né en Indiana et est mort à San Luis Obispo.

## Filmographie partielle
- 1942 : Embrassons la mariée (They All Kissed the Bride) d'Alexander Hall
- 1943 : La Cité sans hommes (City Without Men) de Sidney Salkow
- 1944 : La Reine de Broadway (Cover Girl) de Charles Vidor
- 1944 : The Impatient Years, d'Irving Cummings
- 1946 : Personality Kid de George Sherman
- 1948 : Les Amours de Carmen (The Loves of Carmen) de Charles Vidor
- 1948 : La Fin d'un tueur (The Dark Past) de Rudolph Maté
- 1949 : Les Insurgés (We Were Strangers) de John Huston
- 1949 : Les Désemparés (The Reckless Moment) de Max Ophüls
- 1951 : Mort d'un commis voyageur (Death of a Salesman) de László Benedek
- 1952 : The Member of the Wedding de Fred Zinnemann
- 1952 : Vocation secrète (Boots Malone) de William Dieterle
- 1953 : Tant qu'il y aura des hommes (From Here To Eternity) de Fred Zinnemann
- 1954 : Ouragan sur le Caine (The Caine Mutiny) d'Edward Dmytryk
- 1955 : L'Homme de la plaine (The Man from Laramie) d'Anthony Mann
- 1956 : Au cœur de la tempête (Storm Center) de Daniel Taradash
- 1957 : À des millions de kilomètres de la Terre (20 Million Miles to Earth) de Nathan Juran
- 1958 : L'Adorable Voisine (Bell Book and Candle) de Richard Quine
- 1958 : Le Ballet du désir (Screaming Mimi) de Gerd Oswald
- 1958 : Cow-boy (Cowboy) de Delmer Daves
- 1959 : Train, Amour et Crustacés (It Happened to Jane) de Richard Quine
- 1959 : Ceux de Cordura (They Came to Cordura) de Robert Rossen
- 1960 : Commando de destruction (The Mountain Road) de Daniel Mann
- 1961 : Mr. Sardonicus de William Castle
- 1962 : Un soupçon de vison (That Touch of Mink) de Delbert Mann
- 1963 : Le Tumulte (Toys in the Attic) de George Roy Hill
- 1964 : Jerry souffre-douleur (The Patsy) de Jerry Lewis
- 1964 : Sept Jours en mai (Seven Days in May), de John Frankenheimer
- 1966 : Hawaï (Hawaii) de George Roy Hill
- 1968 : Il y a un homme dans le lit de maman (With Six You Get Eggroll) d'Howard Morris